# César/Beste Kostüme
Der César in der Kategorie Beste Kostüme (Meilleurs costumes) wird seit 1985 verliehen. Die Mitglieder der Académie des Arts et Techniques du Cinéma vergeben ihre Auszeichnungen für die besten Filmproduktionen und Filmschaffenden rückwirkend für das vergangene Kinojahr.
| Statistik                          | Name                 | Anzahl | Jahr                                                                     |
| ---------------------------------- | -------------------- | ------ | ------------------------------------------------------------------------ |
| Häufigste Auszeichnungen           | Christian Gasc       | 4      | 1996, 1997, 1998, 2013                                                   |
| Häufigste Auszeichnungen           | Pierre-Jean Larroque | 4      | 1999, 2016, 2019, 2022                                                   |
| Häufigste Nominierungen (* = Sieg) | Pascaline Chavanne   | 12     | 2003, 2006, 2011, 2013, 2014*, 2015, 2016, 2018, 2020*, 2021, 2022, 2024 |

Die unten aufgeführten Filme werden mit ihrem deutschen Verleihtitel (sofern ermittelbar) angegeben, danach folgt in Klammern in kursiver Schrift der französische Originaltitel. Die Nennung des französischen Originaltitels entfällt, wenn deutscher und französischer Filmtitel identisch sind. Die Gewinner stehen hervorgehoben an erster Stelle.

## 1980er-Jahre
1985
Yvonne Sassinot de Nesle – Eine Liebe von Swann (Un amour de Swann)
- Rosine Delamare und Corinne Jorry – Fort Saganne
- Enrico Job – Carmen

1986
Catherine Gorne-Achdjian und Olga Berluti – Harem
- Jacqueline Bouchard – Das freche Mädchen (L’effrontée)
- Christian Dior und Elisabeth Tavernier – Bras de fer
- Christian Gasc – Rendez-Vous (Rendez-vous)

1987
Anthony Powell – Piraten (Pirates)
- Yvette Bonnay – Thérèse
- Catherine Leterrier – Mélo

1988
Jacqueline Moreau – Die Passion der Beatrice (La passion Béatrice)
- Corinne Jorry – Auf Wiedersehen, Kinder (Au revoir les enfants)
- Olga Berluti – Brennender Sommer (De guerre lasse)

1989
Dominique Borg – Camille Claudel
- Yvonne Sassinot de Nesle – Chouans! – Revolution und Leidenschaft (Chouans!)
- Elisabeth Tavernier – Das Leben ist ein langer, ruhiger Fluß (La vie est un long fleuve tranquille)

## 1990er-Jahre
1990
Theodor Pištěk – Valmont
- Catherine Leterrier – Die Französische Revolution (La révolution française)
- Jacqueline Moreau – Das Leben und nichts anderes (La vie et rien d'autre)

1991
Franca Squarciapino – Cyrano von Bergerac (Cyrano de Bergerac)
- Agnès Nègre – Der Ruhm meines Vaters (La gloire de mon père)
- Yvonne Sassinot de Nesle – Lacenaire

1992
Corinne Jorry – Die siebente Saite (Tous les matins du monde)
- Valérie Pozzo di Borgo – Delicatessen
- Edith Vesperini – Van Gogh

1993
Sylvie de Segonzac – Ein Abendessen mit dem Teufel (Le souper)
- Pierre-Yves Gayraud und Gabriella Pescucci – Indochine
- Yvonne Sassinot de Nesle – Der Liebhaber (L’amant)

1994
Moidele Bickel, Sylvie Gautrelet und Caroline de Vivaise – Germinal
- Catherine Leterrier – Die Besucher (Les visiteurs)
- Franca Squarciapino – Die Kindheit des Sonnenkönigs (Louis, enfant roi)

1995
Moidele Bickel – Die Bartholomäusnacht (La reine Margot)
- Olga Berluti und Anne de Laugardière – Farinelli
- Franca Squarciapino – Die Auferstehung des Colonel Chabert (Colonel Chabert)

1996
Christian Gasc – Madame Butterfly
- Jean Paul Gaultier – Die Stadt der verlorenen Kinder (La cité des enfants perdus)
- Franca Squarciapino – Der Husar auf dem Dach (Le hussard sur le toit)

1997
Christian Gasc – Ridicule – Von der Lächerlichkeit des Scheins (Ridicule)
- Agnès Evein und Jacqueline Moreau – Hauptmann Conan und die Wölfe des Krieges (Capitaine Conan)
- Sylvie de Segonzac – Beaumarchais – Der Unverschämte (Beaumarchais l’insolent)

1998
Christian Gasc – Duell der Degen (Le bossu)
- Dominique Borg – Artemisia
- Jean Paul Gaultier – Das fünfte Element (The Fifth Element)

1999
Pierre-Jean Larroque – Toulouse-Lautrec (Lautrec)
- Nathalie du Roscoät und Elisabeth Tavernier – Place Vendôme
- Sylvie de Segonzac – Don Juan

## 2000er-Jahre
2000
Catherine Leterrier – Johanna von Orleans (The Messenger: The Story of Joan of Arc)
- Eve-Marie Arnault – Rembrandt
- Gabriella Pescucci und Caroline de Vivaise – Die wiedergefundene Zeit (Le temps retrouvé)

2001
Edith Vesperini und Jean-Daniel Vuillermoz – Die Schule der verlorenen Mädchen (Saint-Cyr)
- Olivier Bériot – Der König tanzt (Le roi danse)
- Yvonne Sassinot de Nesle – Vatel

2002
Dominique Borg – Pakt der Wölfe (Le pacte des loups)
- Catherine Bouchard – Die Offizierskammer (La chambre des officiers)
- Madeline Fontaine – Die fabelhafte Welt der Amélie (Le fabuleux destin d'Amélie Poulain)
- Pierre-Jean Larroque – Die Lady und der Herzog (L’Anglaise et le duc)

2003
Philippe Guillotel, Tanino Liberatore und Florence Sadaune – Asterix & Obelix: Mission Kleopatra (Astérix et Obélix : mission Cléopâtre)
- Pascaline Chavanne – 8 Frauen (8 femmes)
- Anna B. Sheppard – Der Pianist (The Pianist)

2004
Jackie Budin – Nicht auf den Mund (Pas sur la bouche)
- Catherine Leterrier – Bon Voyage
- Carine Sarfati – Monsieur N.

2005
Madeline Fontaine – Mathilde – Eine große Liebe (Un long dimanche de fiançailles)
- Catherine Bouchard – Podium
- Pierre-Jean Larroque – Arsène Lupin – Der König unter den Dieben (Arsène Lupin)

2006
Caroline de Vivaise – Gabrielle – Liebe meines Lebens (Gabrielle)
- Pascaline Chavanne – Les âmes grises
- Alison Forbes-Meyler – Merry Christmas (Joyeux Noël)

2007
Marie-Claude Altot – Lady Chatterley
- Jackie Budin – Herzen (Cœurs)
- Charlotte David – OSS 117 – Der Spion, der sich liebte (OSS 117 – Le Caire nid d’espions)
- Pierre-Jean Larroque – Les brigades du Tigre
- Michèle Richer – Tage des Ruhms (Indigènes)

2008
Marit Allen – La vie en rose (La môme)
- Jacqueline Bouchard – Ein Geheimnis (Un secret)
- Corinne Jorry – Le deuxième souffle
- Pierre-Jean Larroque – Molière
- Jean-Daniel Vuillermoz – Jacquou le croquant

2009
Madeline Fontaine – Séraphine
- Pierre-Jean Larroque – Female Agents – Geheimkommando Phoenix (Les femmes de l’ombre)
- Virginie Montel – Public Enemy No. 1 – Mordinstinkt (Mesrine: L’instinct de mort) und Public Enemy No. 1 – Todestrieb (Mesrine: L’ennemi public nº1)
- Nathalie du Roscoät – Bonjour Sagan (Sagan)
- Carine Sarfati – Paris, Paris – Monsieur Pigoil auf dem Weg zum Glück (Faubourg 36)

## 2010er-Jahre
2010
Catherine Leterrier – Coco Chanel – Der Beginn einer Leidenschaft (Coco avant Chanel)
- Chattoune und Fab – Coco Chanel & Igor Stravinsky
- Charlotte David – OSS 117 – Er selbst ist sich genug (OSS 117: Rio ne répond plus)
- Madeline Fontaine – Micmacs – Uns gehört Paris! (Micmacs à tire-larigot)
- Virginie Montel – Ein Prophet (Un prophète)

2011
Caroline de Vivaise – Die Prinzessin von Montpensier (La princesse de Montpensier)
- Olivier Bériot – Adèle und das Geheimnis des Pharaos (Les aventures extraordinaires d’Adèle Blanc-Sec)
- Pascaline Chavanne – Das Schmuckstück (Potiche)
- Alicia Crisp-Jones – Tournée
- Marielle Robaut – Von Menschen und Göttern (Des hommes et des dieux)

2012
Anaïs Romand – Haus der Sünde (L’apollonide (Souvenirs de la maison close))
- Catherine Baba – I’m Not a F**king Princess (My Little Princess)
- Mark Bridges – The Artist
- Christian Gasc – Nur für Personal! (Les femmes du 6e étage)
- Viorica Petrovici – Quelle der Frauen (La source des femmes)

2013
Christian Gasc – Leb wohl, meine Königin! (Les adieux à la reine)
- Pascaline Chavanne – Augustine
- Charlotte David – Mademoiselle Populaire (Populaire)
- Madeline Fontaine – Camille – Verliebt nochmal! (Camille redouble)
- Mimi Lempicka – My Way – Ein Leben für das Chanson (Cloclo)

2014
Pascaline Chavanne – Renoir
- Olivier Bériot – Maman und ich (Les garçons et Guillaume, à table!)
- Anina Diener – Michael Kohlhaas
- Florence Fontaine – Der Schaum der Tage (L’écume des jours)
- Madeline Fontaine – Die Karte meiner Träume (L’extravagant voyage du jeune et prodigieux T. S. Spivet)

2015
Anaïs Romand – Saint Laurent
- Pascaline Chavanne – Eine neue Freundin (Une nouvelle amie)
- Madeline Fontaine – Yves Saint Laurent
- Pierre-Yves Gayraud – Die Schöne und das Biest (La belle et la bête)
- Carine Sarfati – Der Unbestechliche – Mörderisches Marseille (La French)

2016
Pierre-Jean Larroque – Madame Marguerite oder die Kunst der schiefen Töne (Marguerite)
- Catherine Leterrier – L’odeur de la mandarine
- Nathalie Raoul – Meine goldenen Tage (Trois souvenirs de ma jeunesse)
- Anaïs Romand – Tagebuch einer Kammerzofe (Journal d’une femme de chambre)
- Selin Sözen – Mustang

2017
Anaïs Romand – Die Tänzerin (La danseuse)
- Alexandra Charles – Die feine Gesellschaft (Ma loute)
- Pascaline Chavanne – Frantz
- Madeline Fontaine – Ein Leben (Une vie)
- Catherine Leterrier – Die Frau im Mond – Erinnerung an die Liebe (Mal de pierres)

2018
Mimi Lempicka – Au revoir là-haut
- Catherine Bouchard – Frühes Versprechen (La promesse de l’aube)
- Pascaline Chavanne – Barbara
- Isabelle Pannetier – 120 BPM (120 battements par minute)
- Anaïs Romand – Die Wächterinnen (Les gardiennes)

2019
Pierre-Jean Larroque – Der Preis der Versuchung (Mademoiselle de Joncquières)
- Milena Canonero – The Sisters Brothers
- Pierre-Yves Gayraud – Vidocq – Herrscher der Unterwelt (L’empereur de Paris)
- Anaïs Romand und Sergio Ballo – Der Schmerz (La douleur)
- Anaïs Romand – Ein Volk und sein König (Un peuple et son roi)

## 2020er-Jahre
2020
Pascaline Chavanne – Intrige (J’accuse)
- Alexandra Charles – Jeanne d’Arc (Jeanne)
- Thierry Delettre – Vorhang auf für Cyrano (Edmond)
- Dorothée Guiraud – Porträt einer jungen Frau in Flammen (Portrait de la jeune fille en feu)
- Emmanuelle Youchnovski – Die schönste Zeit unseres Lebens (La belle époque)

2021
Madeline Fontaine – Die perfekte Ehefrau (La bonne épouse)
- Pascaline Chavanne – Sommer 85 (Été 85)
- Hélène Davoudian – Leichter gesagt als getan (Les choses qu’on dit, les choses qu’on fait)
- Mimi Lempicka – Was dein Herz dir sagt – Adieu ihr Idioten! (Adieu les cons)
- Anaïs Romand und Sergio Ballo – De Gaulle

2022
Pierre-Jean Larroque – Verlorene Illusionen (Illusions perdues)
- Catherine Leterrier – Aline – The Voice of Love (Aline)
- Pascaline Chavanne – Annette
- Madeline Fontaine – À la Carte! – Freiheit geht durch den Magen (Délicieux)
- Thierry Delettre – Eiffel in Love (Eiffel)

2023
Gigi Lepage – Simone, le voyage du siècle
- Corinne Bruand – Verkehrte Welt (L’innocent)
- Pierre-Jean Larroque – Couleurs de l’incendie
- Praxèdes de Vilallonga – Pacifiction (Pacifiction: Tourment sur les îles)
- Caroline de Vivaise – Forever Young (Les Amandiers)
- Emmanuelle Youchnovski – Warten auf Bojangles (En attendant Bojangles)

2024
Ariane Daurat – Animalia (Le règne animal)
- Pascaline Chavanne – Mein fabelhaftes Verbrechen (Mon crime)
- Thierry Delettre – Die drei Musketiere – D’Artagnan (Les Trois Mousquetaires: D’Artagnan) und Die drei Musketiere – Milady (Les Trois Mousquetaires: Milady)
- Jürgen Doering – Jeanne du Barry
- Tran Nu Yên Khê – Geliebte Köchin (La passion de Dodin Bouffant)

2025
Thierry Delettre – Der Graf von Monte Christo (Le Comte de Monte-Cristo)
- Isabelle Mathieu – Monsieur Aznavour
- Virginie Montel – Emilia Pérez
- Isabelle Pannetier – L’amour ouf
- Anaïs Romand – Sarah Bernhardt, La Divine